# Eucyclops denticulatus
Eucyclops denticulatus – gatunek widłonoga z rodziny Cyclopidae. Opisał go w 1903 roku Albert Graeter, nadając mu nazwę Cyclops serrulatus denticulata.